# 凱瑟爾科格爾山

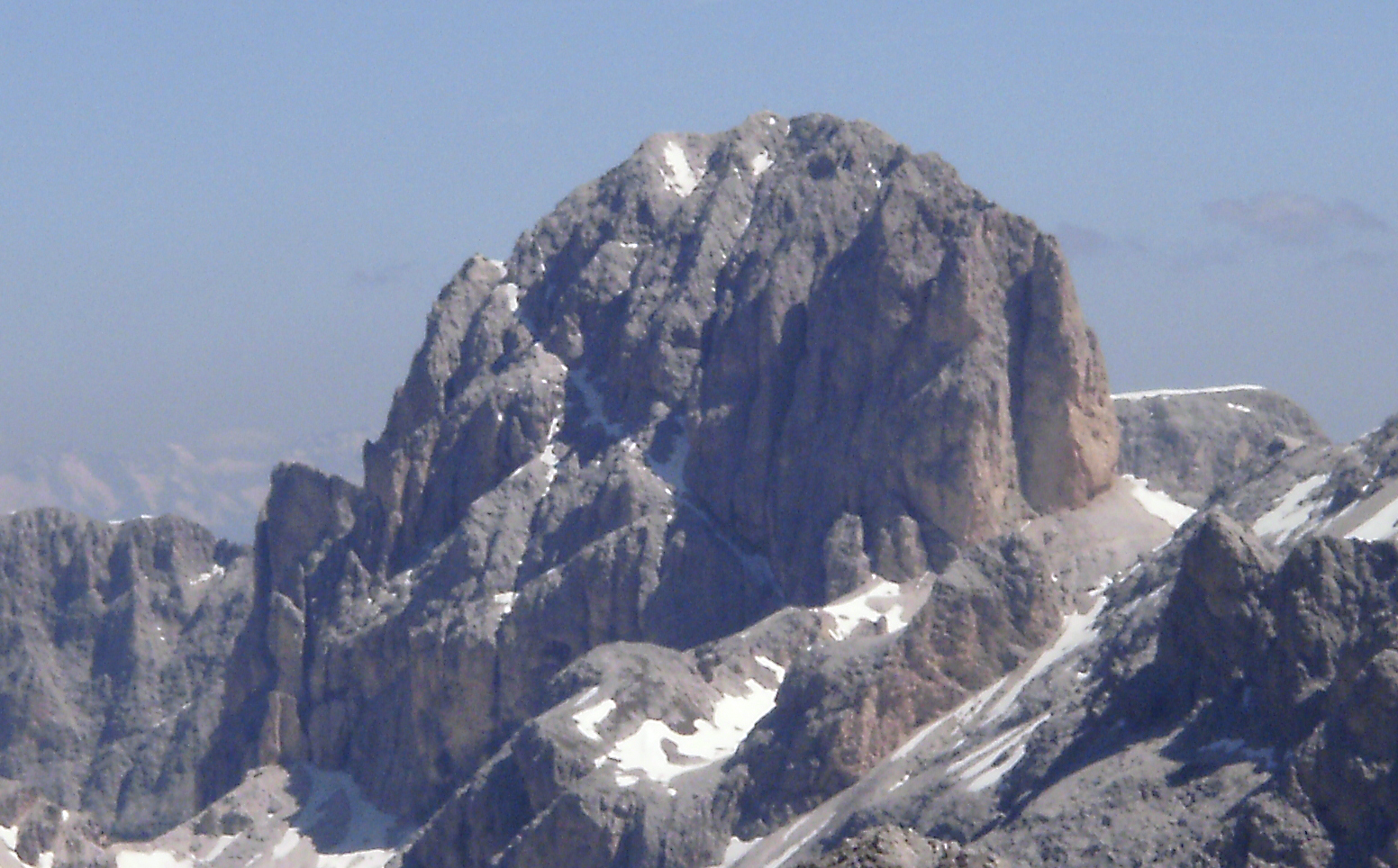

46°28′27″N 11°38′37″E / 46.47417°N 11.64361°E
凱瑟爾科格爾山（義大利語：Catinaccio d'Antermoia），是意大利的山峰，位於該國東北部，由博爾扎諾-南蒂羅爾自治省負責管轄，屬於多洛米蒂山的一部分，海拔高度3,002米，每年平均降雨量1,546毫米。